# Душан Славић
Душан Славић (Мостар, 8. јул 1982 — Панчево, 19. децембар 1940) био је српски књижевник, књижар, новинар и најплоднији писац који је у Београду радио у књижарству. Рођен је у Мостару 8. јула 1882. године, а умро у Панчеву 19. децембра 1940. године, где је пре тога живео преко десет година са супругом Софијом.

## Живот
Према свом писању, био је 1888. године у трећем разреду основне школе у Мостару, када је добио награду од уредништва сомборског дечијег листа „Голуб”.
Године 1902. Славић је осуђен на 14 дана затвора због састављања молби руском конзулу у Сарајеву за мостарске младиће који су се одазвали позиву Руса за школовање срба. Средином 1902. напустио је Мостар и отишао у Београд, где се дописивао са Алексом Шантићем до 1924. године. За време Великог рата 1915. године повлачио се преко Ниша, Призрена и Албаније до Крфа, да би одатле отишао у Солун 1916. године. Вратио се у Београд 1919. године. Био је близак сарадник оних који су припремали убиство Франца Фердинанда у Сарајеву 1914. године. Са њима се састајао у кафани „Златна моруна”, а касније „Триглав” код Зеленог венца.
Био је део организације „Савет духова”, у којој је главно место имао његов пријатељ Ђуро Шарац. Шарац се истакао у четничким бојевима Војислава Танкосића на Дрини. Славић је написао кратку биографију Ђуре Шарца и замолио је Марка Малетина да поменуту биографију објави у Летопису Матице српске, под условом да се његово као аутора не објављује.

## Књижевни и уређивачки рад
Душан Славић је рано почео да пише, прво песме а потом чланке и књиге. Још 1899. године је написао песму „Мајка на самрти сину” за дечји лист „Споменик”. Исте године у „Босанској вили” објавио је српске народне женске песме из Мостара. „Вила” потом објављује „Хајнин ђевојку” 1901. године. Песму „Два савета, о чувању живота и поштења” објавио му је „Голуб” 1908. године; „Писма за службу” 1909. године објављује нишка Трговина; „Балкан”, и песму „Привиђења” објављује „Правда” 1916. године.
Неко време је писао о жени, љубави и браку где је заступао права жена. О томе је издао и књиге: „Ко је крив, човек или жена?” 1914. године, такође и „Брачни апокрифи: љубав, породица, брак”, „Љубав и њено преимућство”, „Савети за свакога” и „Продавачица свога тела и тајна проституције” 1928. године у Београду под псеудонимом др Психановић.
Од посебног значаја је Славићево покретање питања Лексикона књижевника и јавних радника.
Године 1930. имао је преко 3000 биографија и од 1. јануара наредне године је почео да их штампа у „Панчевцу”, где је био и сарадник. У осјечким новинама је 1931. године објављен позив свим јавним радницима и књижевницима да пошаљу Славићу директно своје биографије или преко Клуба хрватских књижевника и умјетника у Осијеку. Познато је да је Славић објавио неколико биографија знаменитих људи: у „Књижарском гласнику” 1921. године слепог Јеремије Обрадовића Караџића, у „Илустрованом листу” 1922. Томе Јовановића, потом у „Панчевцу” 1930. биографије Јернеја Копитара, Алексе Шантића, др Исидора Кршњавиа, Рикарда Каталинића-Јеретова и 1931. године Његошеву и биографију Вука Караџића.
У уређивачком послу је показао видне резултате. Славић је 1913—1914. године прибрао и уредио, веома садржајно и полиграфски, књигу „Илустрована историја Балканског рата 1912—1913.”, коју је књижевни одбор издао у три свеске у Београду. Уређивао је и календар „Зора” 1925. и 1926. године, који је издавало Удружење монополских чиновника и службеника. Овај календар је био изузетно урађен, технички и садржајно, и штампан је у 50 000 примерака.
У „Панчевцу”, поред претходно наведених биографија објављени су и његови чланци. Године 1930. објављени су „На путу славе”, „Жалосна несвесност”, „Наш одговор”, „Наш једини спасавајући извор”, а 1931. „Прилог биографији Алексе Шантића”. У „Војвођанину” 1937. године објављени су политички чланци „Привођење је најбољи проводаџија”, „Јуче, данас, сутра” и др.
Покреће 1938. у Панчеву лист „Нова зора”, чији је био власник и главни и одговорни уредник. Следеће године у Панчеву покреће месечни часопиц „Равноправност”, чији је такође био власник, уредник и издавач, са задатком да правно информише јавност „о судбини наших мањина и иностранству и страних мањина у Југославији”.

## Допринос српском књижарству
Не зна се са сигурношћу где је Славић изучавао књижарство. Др Драгослав Љубибратић, с којим се Славић састајао још 1914. године у кафани „Златна моруна”, тврдио је 1960. године да је за време атентата у Сарајеву Славић био књижар у Београду. Пошто га нема у списку београдских књижара у „Шематизму Краљевине Србије за 1913. годину”, претпоставља се да је отворио књижару следеће године и највероватније радио у некој од београдских књижара.
Издао је своју књигу „Трговина у рату”, у којој је, као најмлађи члан Трговачке заједнице, бранио трговце који су незаслужено оптуживани због цена, међу којима су били и књижари, који су због мањка хартије и књига са дозволом власти подизали цене.
Јарослав Мерхаут у свом Адресару књижара из 1923. године наводи да је Славић држао Књижарски комисионарски завод у Космајској 13 у Београду. Рудолф Фрања Мађер, у приказу календара „Нова зора”, пише 1925. године: „Има у Београду један сиромашан књижар без књижаре, који не отвара своју радњу само зато што се не може помирити с помишљу, да отвори књижару, коју би имао одржавати свим осталим, само не правим књижарским послом. Једини књижар у нас је свршио стручну школу у Немачкој, Душан Славић, студира и учи стално и пише интересантне ствари из области свога звања (…)”. И сам Славић је потврдио своју стручност и љубав према књижарству. Писао је 1932. године: "Иако сам силом прилика удаљен из књижарства, ипак моја љубав према развоју нашег младог књижарства није се толико умањила. Као школовани књижар, као дугогодишњи секретар Књижарског удружења и уреедник „Књижарског гласника”, ја сам пажљиво испитивао све узроке који коче развој књижарске трговине.”
Такође је и писао о књижарству. Још 1919. године објавио је Београдској Трибуни чланак „Дисхармонија између књижарства и књижевности”, у којем се осврнуо на књижарство пре рата. У овом чланку Славић је указао на слабости у српском књижарству и дао предлог шта урадити тако да књижарство може послужити и народу и држави. У овом чланку је започета и идеја о стварању Књижарског друштва у Београду, чији је секретар био Славић све до 1926. године.
Поред тога што је био секретар Књижарског друштва, био је и уредник органа тог удружења, Књижарског гласника од 1921. до 1926. године. Од његових чланака у овом гласнику значајнији су: „Наше неприлике”, „Сирота књига”, „Заштита књижевне својине”, „Реч, две о књижарству”. У чланку „Свака дужности повлачи и право” из 1932. године, Славић износи своје мисли и закључке о књижарима и њиховом положају, као и узроке који коче развој књижарства у Краљевини Југославији.
Одржао је предавање у Осијеку 20. марта 1926. године на тему Криза књиге. На том предавању је говорио да је за решавање нестручних књижара потребно основати књижарске школе, и тражи од трговачно-обртничке коморе да не издају право за књижарски рад лаицима и свима онима који немају потребну стручну спрему о познавању књиге, књижевности и књижарства. Према Славићу, процват књижевности зависи од књижара, јер су они ти који шире пишчево дело, и зато треба имати добре и стручне књижаре који умеју да шире књигу, а Југославија их није имала у то време. Стога се Славић залагао за школовање књижара, јер је сматрао да без решења тог проблема не може бити напретка у књижарству и књижевности.